# Дагоба
Дагоба — разновидность буддийской ступы, которая характерна для цейлонской и бирманской архитектуры.
В своём изначальном смысле слово «дагоба» обозначало специальную камеру в ступе, предназначенную для хранения священных реликвий, однако несколько позднее в ряде стран Юго-Восточной Азии оно вошло в употребление как название всего сооружения целиком. Отличается от индийского варианта ступы неимением ограды с воротами и вахалькадами — пристройками к каждой из 4-х сторон.

## Особенности
Традиционно дагоба сооружалась в виде монолитного полусферического сооружения, установленного на квадратной или круглой платформе. Периметр платформы обрамлялся балюстрадой, к ней вели четыре лестницы, по сторонам ступеней возводился парапет, у основания лестниц ставились фигурки стражей (дварапал) и устраивалась площадка «Лунный камень».
Вершина храма увенчивалась ведикой, напротив входа размещались каменные плиты алтарей. Очень часто вокруг дагобы возводилась кирпичная стена или колоннада в два-три ряда без верхнего антаблемента.